# Lophoptera vittigera
Lophoptera vittigera là một loài bướm đêm trong họ Noctuidae.